# Der Mann aus dem Eis
Der Mann aus dem Eis ist ein deutsch-italienisch-österreichischer Abenteuerfilm von Felix Randau, der am 8. August 2017 im Rahmen des Internationalen Filmfestivals von Locarno seine Premiere feierte. Die fiktive Geschichte des Films ist in prähistorischer Zeit in der Jungsteinzeit angesiedelt und beleuchtet die möglichen Hintergründe des Ablebens von Ötzi, der mehr als 5000 Jahre später als Gletschermumie aufgefunden wurde.

## Handlung
Vor 5300 Jahren, während der späten Jungsteinzeit in den Ötztaler Alpen, hat sich ein Clan in der Nähe eines Baches niedergelassen. Ziegen und Schweine in Haustierhaltung bilden die Nahrung, ergänzt von Fallenstellerei und Jagd mit Pfeil und Bogen im Gebirge. Pelze sorgen für Wärme; an einem einfachen Webstuhl wird zudem Tuch produziert. Rituale bieten der Gruppe Zusammenhalt. In ihrem Zentrum steht das „Tineka“, ein Kultgegenstand in einer kleinen, sehr sorgfältig gearbeiteten Holzschatulle, die bei mehreren Gelegenheiten ehrfürchtig kurz geöffnet und wieder geschlossen wird. 
Während Kelab in den Bergen auf die Jagd geht, wird seine Siedlung angegriffen. Drei Männer ermorden alle Bewohner, auch Kelabs Frau Kisis und seinen älteren Sohn, der versucht den Säugling zu retten, aber tödlich verwundet wird. Die Angreifer setzen die Hütten des Dorfes in Brand. Aus den sprachlichen Äußerungen, die unübersetzt bleiben, aber durch den Kontext zu interpretieren sind, geht hervor, dass es den Männern nur darum ging, das Heiligtum der Gemeinschaft, das Tineka, in ihren Besitz zu bringen.
Kelab sieht aus der Höhe die Siedlung brennen. Als er zurückeilt, sieht er von ferne drei Männer auf dem Weg in die Berge. Zurück im Tal findet er die Leichen und kann nur noch das Totenritual für seine Frau durchführen. Er entdeckt, dass das Tineka fehlt. Mit dem Baby im Gepäck und einer angeleinten Ziege nimmt er die Verfolgung der drei Männer auf – und trifft auch schnell auf eine Gruppe, die er für die Raubmörder hält. Kelab stranguliert einen der Männer zu Tode, dem zweiten schlägt er mit einem Stein gegen den Kopf, er bleibt liegen. Den dritten, gefesselten jungen Mann verschont er zunächst. Sie führen viele Waren mit sich, in denen Kelab aber das Tineka nicht findet. Er befreit den jungen Mann und lässt ihn laufen. Zu einem sprachlichen Austausch kommt es nicht, auch nicht mit dem Befreiten. Kelab verscheucht ihn, als er ihm folgt. 
Den Säugling, den Kelab der mitgeführten Ziege zum Trinken anlegte, kann er später einem Paar überlassen, das isoliert auf höherem Terrain lebt und wohl wegen des hohen Alters des Mannes kinderlos ist. Mit dem Einverständnis des Mannes hat die Frau zuvor versucht, Kelab einen Beischlaf abzunötigen, dem er sich jedoch verweigert. Die Kommunikation verläuft auch hier weitestgehend nonverbal. Sprache scheint nur in Familien rudimentär verständlich zu sein. Gesten, emotionale Laute und Schreie müssen zwischen allen einander fremden Akteuren zur Verständigung dienen. 
Von den fliehenden Räubern des Tineka stirbt einer bei einem Absturz; von den beiden anderen ist einer am Knie verletzt. Kelab kann beide erstmals auf einem Gletscherfeld stellen; er stürzt jedoch vor dem kämpferischen Zusammenprall in eine Gletscherspalte, in der er für tot gehalten zurückgelassen wird. Tatsächlich überlebt er den Sturz ohne gröbere Verletzungen, kann sich jedoch nicht aus eigener Kraft aus dieser Notlage befreien. Nach einiger Zeit wird ihm ein Seil herabgelassen. Er erkennt, wieder auf dem Gletscherplateau zurück, dass es von dem zuvor von ihm geretteten jungen Mann stammt, der ihm bis hierhin gefolgt ist und nun seinen eigenen Weg nimmt. Kelab kann den Spuren im Schnee in das nächste Tal hinab folgen, in dem die beiden verfolgten Männer mit einer Frau und zwei Kindern in Zelten leben. Beide tötet er, widersteht dann jedoch der Möglichkeit der vollständigen Rache: Die Frau und die zwei Kinder der Getöteten lässt er am Leben und hilft ihnen wortlos bei der Verbrennung der beiden Leichen. 
Auf dem Rückweg über die Berge öffnet Kelab ein letztes Mal das zurückeroberte Tineka: In der Schatulle ist ein polierter dunkler Achat befestigt, ein früher Spiegel. Dann wirft er die Schatulle in die Tiefe. Wenig später wird Kelab von jenem der beiden älteren Männer, den er zuvor mit einem Stein vermeintlich erschlagen hatte, mit einem Pfeil niedergestreckt. Dieser hatte die Attacke überlebt und ist ihm unbemerkt gefolgt. Sterbend rollt Kelab einen Hang hinab und bleibt in der verdrehten Position liegen, in der er Jahrtausende später als „Ötzi“ aufgefunden werden wird.

## Hintergrund

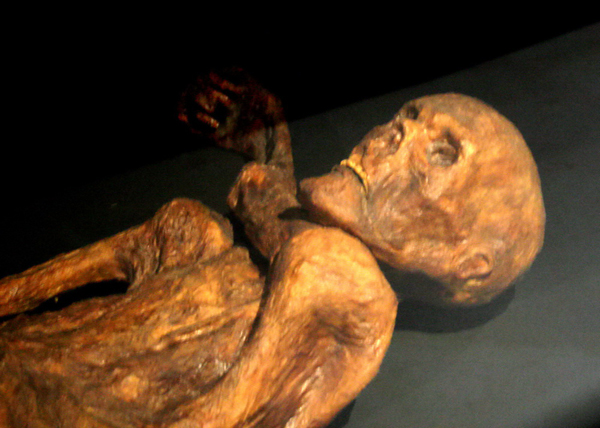
Um Ötzi herum wurde im Film eine Lebensgeschichte erdacht

Der „Mann vom Tisenjoch“, bald nach seiner Auffindung im September 1991 unter dem Spitznamen Ötzi weltweit bekannt geworden, gilt als der wichtigste Mumien-Fund aus der Endphase der Jungsteinzeit in Europa. Seine Leiche blieb als gefriergetrocknete Mumie im Eis des Similaungletschers in den Ötztaler Alpen erhalten, woher der Spitzname oder auch die Bezeichnung Gletschermann rührt. Zudem wurden bei seiner Leiche typische Gerätschaften der Jungsteinzeit, wie Pfeil und Bogen und ein Kupferbeil, gefunden, das laut neuesten Analysen aus südtoskanischem Erz gewonnen wurde. Mit diesem Beil war es ihm möglich gewesen, Bäume zu fällen. Ötzi trug eine Jacke, die aus Ziegen- und Schaffellen hergestellt wurde.
Mithilfe der Radiokohlenstoffdatierung wurde der Todeszeitpunkt des Mannes auf die Zeit zwischen 3359 und 3105 v. Chr. bestimmt. Im Jahr 2007, sechs Jahre, nachdem man auf Röntgenaufnahmen der Mumie eine Pfeilspitze entdeckt hatte, wurde ein schlüssiges Szenario publiziert, wonach Ötzi wahrscheinlich durch eine Pfeilattacke getötet wurde.

## Produktion

### Stab
Ein ursprünglich geplanter Filmtitel lautete Iceman, der Arbeitstitel lautete Rache. Regie führte Felix Randau, der auch das Drehbuch schrieb und hierbei um Ötzi herum eine fiktive Lebensgeschichte erdachte und dessen letzte Tage zu rekonstruieren versuchte. Randau beginnt den Film mit einem eingeblendeten Text, der den Zuschauer darüber informiert, dass die Figuren in einer frühen rätischen Sprache sprechen und dass keine Übersetzung erforderlich sei, um die Geschichte zu verstehen. Dies sei eine kluge Entscheidung, so Alan Hunter von Screen Daily, denn selbst die besten Untertitel hätten seiner Ansicht nach den Zauber dieses Versuches, eine neolithische Kultur vorzustellen, zerstört. Auch wenn es keinen Dialog gebe, den man verstehen könne, und die Erzählung selbst einfach sei, so Hunter, interessiere man sich für die überzeugende Welt, die im Film dargestellt werde. Andrey Arnold bemerkt in Die Presse, die Abwesenheit verständlicher Sprache akzentuiere zudem die Sinnlichkeit von Bild und Ton.

### Finanzierung
Der Film wurde mit 316.000 Euro vom FilmFernsehFonds Bayern gefördert. Von der Staatsministerin für Kultur und Medien erhielt der Film eine Produktionsförderung in Höhe von 350.000 Euro, vom Medienboard Berlin-Brandenburg in Höhe von 250.000 Euro und von Business Location Südtirol in Höhe von 560.000 Euro. Des Weiteren erhielt der Film vom Staatsministerin für Kultur und Medien eine Verleihförderung von 40.000 Euro, vom FilmFernsehFonds Bayern von 40.000 Euro und vom Medienboard Berlin-Brandenburg von 30.000 Euro.

### Besetzung
Jürgen Vogel übernahm die Rolle von Kelab, dessen mumifizierte Leiche fast 5300 Jahre später in den Ötztaler Alpen gefunden werden soll und von der Fachwelt den Namen Ötzi erhält. Susanne Wuest spielt seine bei dem Überfall getötete Partnerin Kisis. Die Südtiroler Nachwuchsschauspieler Paula Renzler und Martin Augustin Schneider spielen im Film Rasop, die Tochter des Steinzeitmenschen, und Gosar, den Sohn des verfeindeten Stammeshäuptlings. Die Rolle der Alten Frau/Hebamme spielt die Südtirolerin Ann Birgit Höller. In weiteren Rollen sind André Hennicke, Franco Nero und Sabin Tambrea zu sehen.

### Dreharbeiten
Die Dreharbeiten fanden zwischen 15. August und 1. Oktober 2016 unter anderem im italienischen Südtirol, so im Passeiertal, im Schnalstal und im Pfitschtal, und damit dem tatsächlichen Lebensraum und Fundort von Ötzi, sowie am Mölltaler Gletscher, Kärnten statt. Als Kameramann fungierte Jakub Bejnarowicz. Christian Horn von der Gilde deutscher Filmkunsttheater bemerkt, Bejnarowicz habe das Hochgebirge an den Südtiroler Drehorten nicht in romantischen Heimatfilmmotiven gefilmt, sondern als das, was die Natur für die Menschen der Jungsteinzeit bedeutete: eine Gefahr für Leib und Leben. Symptomatisch hierfür stehe eine betont lange Kamerafahrt einen Berghang hinauf, an deren Ende Kelab wie ein fragiler Punkt in rauer Wildnis wirke, so Horn. Die Kostüme entwarf Cinzia Cioffi.

### Veröffentlichung
Am 8. August 2017 feierte der Film im Rahmen des Internationalen Filmfestivals von Locarno in Anwesenheit des Regisseurs, des Produzenten Jan Krüger und vieler der Schauspieler, darunter Hauptdarsteller Jürgen Vogel, seine Weltpremiere, wo er auf der Freiluftleinwand der Piazza Grande gezeigt werden sollte, dann jedoch aufgrund schlechten Wetters in einem Kino vorgeführt wurde. Ab 7. Oktober 2017 wurde der Film beim Filmfest Hamburg gezeigt, wo er für den Art Cinema Award nominiert war. Am 30. November 2017 kam der Film offiziell in die deutschen Kinos. Die Österreich-Premiere fand unter anderem in Innsbruck, Wien und Villach, im Rahmen des K3 Filmfestivals statt. Ein Kinostart im Vereinigten Königreich war für den 27. Juli 2018 geplant.

## Rezeption

### Altersfreigabe
In Deutschland ist der Film FSK 12. In der Freigabebegründung heißt es: „Der Film enthält teilweise recht drastische Gewalt- und Tötungsszenen, etwa beim Überfall auf das Dorf (Töten der Menschen mit Pfeilen und Lanzen) oder wenn Kelab die Räuber umbringt. Kinder und Jugendliche ab 12 Jahren sind jedoch in der Lage, diese Szenen in den Kontext der Geschichte einzuordnen. Die Figuren sprechen zudem die antike Sprache Rätisch, wobei es keine Untertitel gibt. Dies erleichtert es den Zuschauern, eine emotionale Distanz von den Geschehnissen zu bewahren.“

### Kritiken
In Screen Daily sagt Alan Hunter, Iceman sehe beeindruckend aus, mit den gezeigten schneebedeckten Bergpfaden, den mörderischen Eisstürmen und hohen Gipfeln, die die physische Herausforderung von Kelab vermitteln – besonders eine Szene, in der sein Sturz in eine Gletscherspalte gezeigt wird, aus der es keine Hoffnung auf Rettung zu geben scheint. Die gezeigte Gewalt sei der Ära angemessen, so Hunter, in der nur die Stärksten überlebten. Über Hauptdarsteller Jürgen Vogel sagt Hunter, in der Rolle des verbitterten und traurigen Kelab trage dieser zu einem großen Teil dazu bei, dass der Film überzeuge.
In der österreichischen Tageszeitung Die Presse beschreibt Andrey Arnold das Resultat als eine Kreuzung aus Braveheart und The Revenant. Die urtümliche Kraft, die vom Film ausgehe, sei dessen Ästhetik geschuldet, und die Wucht der archaischen Naturkulissen komme darin voll zur Geltung. Allgemein setze die Regie gern auf brachialnaturalistische Unmittelbarkeitseffekte, so Arnold, und nennt neben der drückenden Enge des Gletscherspalts auch die ruppige Brutalität eines Zweikampfs im Wald.
Tim Lindemann von epd Film meint, der Plot ähnele vor allem dem eines klassischen Rachewesterns und erklärt: „Dass die strukturelle Nähe zum Western durchaus beabsichtigt ist, zeigt ein Cameo des legendären Django-Darstellers Franco Nero. Die brachiale Rache- und Survival-Story ist hochgradig unterhaltsam, wirkt angesichts des historisch-authentischen Anspruchs des Films aber auch ein wenig befremdlich. Die abenteuerliche Mischung aus Genrefilm und anthropologischer Erkundung wird Puristen beider Lager eher irritieren. Alle anderen können an dieser furiosen Zeitreise großen Spaß haben.“

### Einsatz im Unterricht
Vision Kino, eine Initiative zur Film- und Medienbildung in der Schule, sieht einen möglichen Einsatz des Films in den Unterrichtsfächern Geschichte, Erdkunde, Sozialkunde und Ethik. Christian Horn schreibt zu möglichen Anknüpfungspunkten für die pädagogische Arbeit, die filmische Rekonstruktion der frühmenschlichen Lebensweise könne die Schüler und Schülerinnen dazu anregen, in Exposés oder Kurzgeschichten weitere denkbare Varianten des realen Geschehens zu erfinden. Im selben Zug könne das im Film dargestellte Szenario ein Gespräch über das Rachemotiv in Literatur und Film sowie über die ethischen Implikationen der Selbstjustiz einleiten.
Auf der vom österreichischen Filmverleih Filmladen initiierten Website „Kino macht Schule“, die sich an Lehrerinnen und Lehrer richtet, die mit dem Medium Film im Unterricht vertiefend arbeiten wollen, werden Materialien und Bilder für Schulzwecke als Download angeboten.

### Auszeichnungen
Die Jury der Deutschen Film- und Medienbewertung (FBW) verlieh dem Film das Prädikat wertvoll.
Deutscher Filmpreis 2018
- Nominierung für das Beste Maskenbild (Heike Merker)
- Nominierung für die Beste Tongestaltung (Thomas Neumann, Marc Parisotto und Gregor Bonse)[23]

Filmfest Hamburg 2017
- Nominierung für den Hamburger Produzentenpreis für Europäische Kino-Koproduktionen
- Nominierung für den Art Cinema Award[24]

Internationales Filmfestival von Locarno 2017
- Nominierung für den Variety Piazza Grande Award (Felix Randau)

Preis der deutschen Filmkritik 2017
- Nominierung für die Beste Musik (Beat Solèr)[25]